# Patrick Makau
Patrick Makau Musyoki (Manyanzwani, 2 de março de 1985) é um corredor de longa distância do Quênia e ex-recordista mundial da maratona.
Com grandes resultados na meia-maratona entre 2005 e 2009, neste ano Makau começou a disputar maratonas, estreando na Maratona de Roterdã com o excelente tempo de 2h06m14s e a quarta colocação. No ano seguinte, voltou à Roterdã e venceu a prova desta vez em 2h04m48s, a melhor marca do ano e a então quarta melhor marca da história, e conseguiu nova vitória na Maratona de Berlim, com 2h05m08s.
Em 25 de setembro de 2011, Makau voltou  disputar a Maratona de Berlim e venceu a prova pela segunda vez, estabelecendo nova marca mundial de 2h03m38s, 21 segundos mais rápida que a marca anterior do etíope Haile Gebrselassie, também conquistada em Berlim, em setembro de 2008. Gebrselassie, que também disputou a prova mas desistiu no km 35 devido a problemas de respiração, viu seu antigo recorde mundial ser quebrado pelo queniano, encerrando uma era de mais de 20 anos de domínio do etíope, considerado o maior fundista da história do atletismo, em provas de longa distância.
Sua marca foi quebrada dois anos depois por seu compatriota Wilson Kipsang na mesma maratona.
Depois de dois anos de desapontamentos afastado das vitórias por lesões contínuas e persistentes – não ficou nem entre os dez primeiros na Maratona de Londres de 2013 –  voltou às vitórias em 2014 na tradicional Maratona de Fukuoka, no Japão, que venceu em 2:08.22 e repetiu a conquista em 2015, tornando-se bicampeão de Fukuoka com o tempo de 2:08:18.